# Chamblee
Chamblee je město v DeKalb County, v Georgii, ve Spojených státech amerických. V roce 2011 žilo ve městě 15514 obyvatel.

## Demografie
Podle sčítání lidí v roce 2000 žilo ve městě 9552 obyvatel, 2673 domácností a 1849 rodin. V roce 2011 žilo ve městě 9794 mužů (63,1 %), a 5720 žen (36,9 %). Průměrný věk obyvatele je 29 let.